# Žobrák
Žobrák (1308 m n. m.) je hora v Malé Fatře na Slovensku. Nachází se v jižní rozsoše Stohu (1607 m), od něhož je oddělena dvojicí bezejmenných sedel. Další "dvojsedlo" ji na jihu odděluje od sousedního Suchého vrchu (1267 m). Z hory vybíhá východním směrem ještě krátká rozsocha zvaná Kýčera zakončená kótou 1152 m. Západní svahy spadají do Šútovské doliny (kde se rozkládá národní přírodní rezervace Šútovská dolina), severovýchodní do údolí Pod Žobrákom a jihovýchodní do údolí Šrámková (obě chráněny v rámci národní přírodní rezervace Šrámková). Hora je porostlá vzrostlým lesem, pouze severně od vrcholu se nachází malá mýtina poskytující výhled na nedaleký Stoh.

## Přístup
- po zelené  značce ze Stohu nebo z Kraľovan

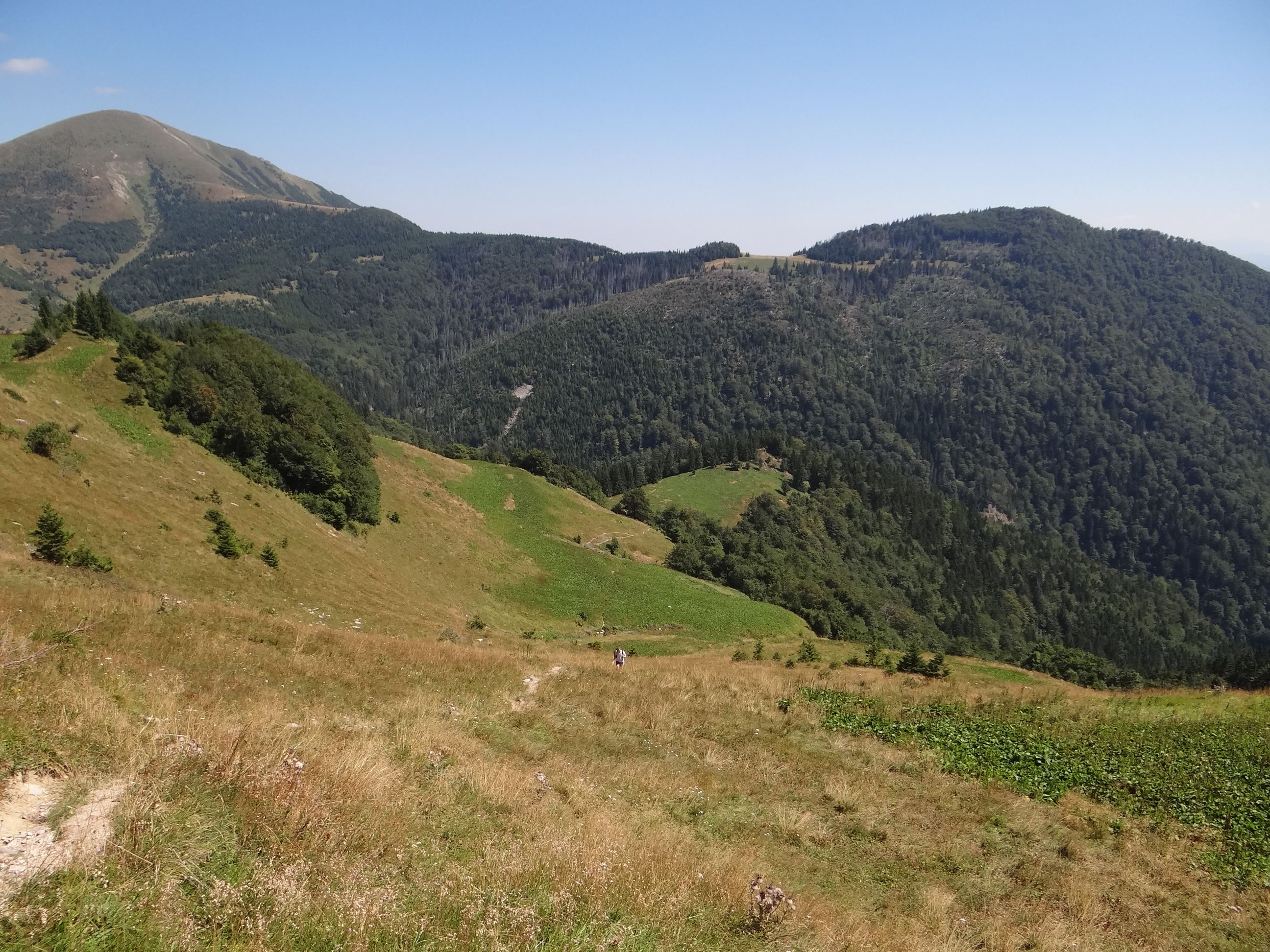
Stoh vlovo, Žobrák vpravo